# In the Shadow of Kilimanjaro
In the Shadow of Kilimanjaro è un film del 1986 diretto da Raju Patel.
È un film horror britannico, del sottogenere eco-thriller, girato e ambientato in Kenya con John Rhys-Davies, Timothy Bottoms e Irene Miracle. Basato su una storia vera, mostra gli eventi accaduti in Kenya nel 1984 quando a seguito di una lunga siccità, i babbuini locali cominciarono ad attaccare gli esseri umani.

## Produzione
Il film, diretto da Raju Patel su una sceneggiatura di T. Michael Harry e Jeffrey M. Sneller, fu prodotto da Jeffrey M. Sneller per la Film Corporation of Kenya, la Intermedia Films, la Mansfield Productions e la Nyconnit NV e girato in Kenya. Gli effetti speciali furono affidati a Bob Wasson, responsabile dei babbuini meccanici e delle miniature; la musica è firmata da Arlon Ober.

## Distribuzione
Il film fu distribuito nel Regno Unito dal 30 aprile 1986 al cinema con il titolo In the Shadow of Kilimanjaro.
Alcune delle uscite internazionali sono state:
- in Francia nel marzo del 1986 (Paris Festival of Fantastic Films)
- negli Stati Uniti il 9 maggio 1986 (distribuito dalla Scotti Brothers Pictures)
- in Svezia il 21 novembre 1986
- in Spagna (En la sombra del Kilimanjaro)
- in Germania Ovest (Im Schatten des Kilimandscharo)
- in Finlandia (Kilimanjaro)
- in Brasile (Pânico em Kilimanjaro)

## Promozione
La tagline è: "Violent death was the easy way out!".

## Critica
Secondo Leonard Maltin il film è "pesante, scontato e stupido, nonché inutilmente e disgustosamente macabro".